# Толкование сновидений (фильм)
«Толкование сновидений» — полнометражный документальный фильм студий «Четверг» (творческое объединение киностудии «Киевнаучфильм») и австрийского телевизионного канала ORF, снятый в 1990 году режиссёром Андреем Загданским. 

## Содержание
Фильм построен на материалах архивной кинохроники, которые охватывают период, начиная с «Прибытия поезда» братьев Люмьер, снятого  в 1896 году (год публикации фундаментальной работы Фрейда «Толкование сновидений»), до 1939 года (начала второй мировой войны и смерти основателя психоанализа). Это путешествие во времени комментирует воображаемый диалог между автором фильма и Зигмундом Фрейдом.

## Премии
Фильм получил Гран-При II-го Всесоюзного кинофествиваля неигрового кино в Воронеже в 1990 году и был показан на многих международных кинофестивалях, в том числе фестивале документального кино в Амстердаме  (1990), Новые режиссёры/Новые фильмы, Нью-Йорк (1991), Международный кинофестиваль в Кракове, Польша (1991), Еврейский кинофестиваль в Лондоне (1991), Еврейский кинофестиваль в Сан-Франциско (1991), киноретроспектива «Гласность» в Линкольн-центре, Нью-Йорк (1997), киноретроспектива «Без Вертова» в Мадриде (2005).
Фильм также был номинирован на Премию Национальной Киноакадемии НИКА в 1991 году.

## Отзывы критиков
«Интересный и провокационный» «…словно вся страна лежит на диване, чтобы быть проанализированной автором фильма и его гидом Зигмундом Фрейдом» Винсент Кенби, Нью-Йорк Таймс.

## Съёмочная группа
- Автор сценария: Семён Винокур
- Режиссёр-постановщик: Андрей Загданский
- Оператор-постановщик: Владимир Гуевский
- Текст читает: Сергей Юрский
- Ассистент режиссёра: Оксана Волошенюк
- Ассистент оператора: Алексей Соломко
- Консультанты: Олег Алексеев, Арон Белкин, Лев Герциг
- Музыкальное оформление: Юлия Лазаревская
- Звукооператор: Виктор Щиголь
- Директор фильма: Геннадий Шевеленко